# 사곡면 (공주시)
사곡면(寺谷面)은 대한민국 충청남도 공주시의 면이다. 넓이는 80.13km2이고, 인구는 2013년 기준으로 1,552세대 3,409명이다.

동북 방향으로 정안면, 서북 방향으로 유구읍, 서쪽으로 신풍면, 동남 방향으로 우성면이 감싸고 있다.

## 연혁
- 마한시대 : 이웃에 부운국이 있었으나 부락 형성이 없었다.
- 백제시대 : 산악지역으로 남아 있었다.
- 신라시대 : 선덕여왕 때 마곡사가 열리면서 산악과 들에 부락이 산막, 초막으로 정경을 이루었다.
- 고려시대 : 부락의 형성이 두드러졌다.
- 조선시대 : 면 설정당시 계실면이라 칭하고 면사무소를 계실리에 설치하였으며 마곡사가 있는 절골의 이름을 따서 사곡면으로 개칭, 현 위치인 호계리로 이전하였다.
- 1914년 4월 1일 : 행정구역 개편에 따라 가교(佳橋), 고당(古堂), 구계(九溪), 계실(桂室), 대중(大中), 동해(東海), 부곡(富谷), 세동(細洞), 신영(新永), 유룡(油龍), 연종(連宗), 운암(雲岩), 월가(月珂), 호계(虎溪), 해월(海月), 화월(花月), 회학(會鶴)의 17개리로 하여 사곡면이 설치되었다.

1914년의 행정구역과 현재의 행정구역 비교
| 1914년          | 1914년                                                                                                 | 현재          | 현재                                                                                                   |
| --------------- | --- | ------------- | --- |
| 면              | 리 | 시·구·면      | 리 |
| 사곡면 (寺谷面) | 가교리, 고당리, 계실리, 대중리, 부곡리, 신영리, 유룡리, 운암리, 월가리, 호계리, 해월리, 화월리, 회학리 | 공주시 사곡면 | 가교리, 고당리, 계실리, 대중리, 부곡리, 신영리, 유룡리, 운암리, 월가리, 호계리, 해월리, 화월리, 회학리 |
| 사곡면 (寺谷面) | 구계리, 동해리, 세동리, 연종리                                                                         | 공주시 유구읍 | 구계리, 동해리, 세동리, 연종리                                                                         |

- 1973년 7월 1일 : 구계(九溪), 세동(細洞), 연종(連宗) 3개리가 유구면에 편입되었다.
- 1983년 2월 15일 : 행정구역 개편 조정으로 동해리(東海)가 유구읍에 편입되어 13개 법정리를 관할하게 되었다.
- 1995년 1월 1일 : 공주시군 통폐합으로 공주시로 개편되었다.[2]

## 법정리
- 호계리(虎溪里): 행정복지센터 소재지
- 가교리(佳橋里)
- 계실리(桂室里)
- 고당리(古堂里)
- 대중리(大中里)
- 부곡리(富谷里)
- 신영리(新永里)
- 운암리(雲巖里)
- 월가리(月珂里)
- 유룡리(油龍里)
- 해월리(海月里)
- 화월리(花月里)
- 회학리(會鶴里)